# Oluwafemi Ajilore
Oluwafemi Ajilore (Lagos, 18 gennaio 1985) è un ex calciatore nigeriano, di ruolo centrocampista.
Possiede il passaporto ghanese.